# Gosho Heinosuke

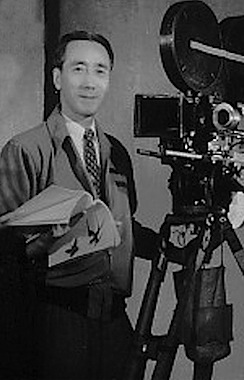
Heinosuke Gosho

Gosho Heinosuke (jap. 五所 平之助; * 24. Januar 1902 in Tokio, Japan; † 1. Mai 1981 in Mishima, Japan) war ein japanischer Filmregisseur, „der zusammen mit Mizoguchi, Ozu und Kurosawa das Quartett der Altmeister des japanischen Kinos bildete.“

## Leben und Wirken
Gosho ging 1923 zu den Schoschiku-Kamata-Studios, wo man ihn als Regieassistenten einstellte. Bereits zwei Jahre darauf ließ man ihn erstmals einen Film inszenieren. Mit seinen ganz frühen Arbeiten stieß Heinosuke Gosho auf wenig positive Kritik, erst Kanojo bekam durchgehend gute Kritiken. Seine späten Stummfilme blieben ohne Resonanz, doch konnte er 1931 mit der Regie zu Madam to Nyōbō Japans ersten einhundertprozentigen Tonfilm vorlegen. In den folgenden Jahrzehnten bis 1968 war Gosho mit nahezu 100 Kinoinszenierungen einer der fleißigsten Regisseure Japans. Außerhalb Japans wurden seine Filme, im Gegensatz zu denen Kurosawas, aber auch Ozus und Mizoguchis, relativ selten gezeigt.
In seiner japanischen Heimat hingegen galt Goshos Œuvre als sehr populär. Die Welt der kleinen Leute, die Gosho mit liebevoller Skizzierung umriss, bildete szenisch den Handlungsrahmen. Bereits mit einigen seiner frühen Werke der 1930er Jahre (Izu no odoriko, Jinsei no onimotsu, Hanakogo no uta) erwies sich der detailbesessene Regisseur – in Japans Filmkreisen kursiert dafür der Begriff „Goshoismus“ (五所イズム, Goshoizumu) – als der wichtigste Vertreter eines filmischen Realismus im japanischen Kino. Dabei zeigte Gosho durchaus eine Tendenz zum Melodram, zur Tragödie, zur ergreifenden, dramatischen Liebesgeschichte. Goshos Inszenierungen spiegeln stets eine tiefe Sympathie für die Figuren der Geschichten wider. Seine 1956 entstandene Inszenierung Kiiroi karasu erhielt 1958 den Golden Globe Award.
Gosho, der in den Jahren 1937 bis 1951 aus gesundheitlichen Gründen nur unregelmäßig gearbeitet hatte, war von 1964 bis 1980 Präsident des Verbands japanischer Filmregisseure.

## Filmografie
- 1925: Nantō no haru (南島の春)
- 1925: Otoko gokoro (男ごゝろ)
- 1926: Hatsukoi (初恋)
- 1926: Honryū (奔流)
- 1926: Musume (娘)
- 1926: Kanojo (彼女)
- 1927: Karakuri musume (からくり娘)
- 1927: Shojo no shi (処女の死)
- 1927: Okame (おかめ)
- 1927: Hazukashii yume (恥しい夢)
- 1928: Gaitō no kishi (街頭の騎士)
- 1928: Yoru no meneko (夜の牝猫)
- 1928: Dōraku goshinan (道楽御指南)
- 1929: Ukijo buro (浮世風呂)
- 1929: Jōnetsu no ichiya (情熱の一夜)
- 1930: Shojo nyūyō (処女入用)
- 1930: Kinuyo monogatari (絹代物語)
- 1930: Aiyoku no ki (愛慾の記)
- 1931: Madam to Nyōbō (マダムと女房)
- 1932: Ginza no yanagi (銀座の柳)
- 1932: Koi no Tōkyō (恋の東京)
- 1933: Koi no hanasaku, Izu no odoriko (恋の花咲く　伊豆の踊子)
- 1933: Jūku no haru (十九の春)
- 1933: Shojo yo, Sayonara (処女よ、さよなら)
- 1934: Sakuru ondo (さくら音頭)
- 1934: Ikitoshi Ikerumono (生きとし生けるもの)
- 1935: Fukeyo koikaze (吹けよ恋風)
- 1935: Akogare (あこがれ)
- 1936: Oboroyo no onna (朧夜の女)
- 1936: Shindō (新道)
- 1937: Hanakogo no uta (花籠の歌)
- 1940: Mokuseki (木石)
- 1942: Shinsetsu (新雪)
- 1944: Gojū no tō (五重塔)
- 1945: Izu no musumetachi (伊豆の娘たち)
- 1947: Ima hitotabi (今ひとたびの)
- 1948: Omokage (面影)
- 1951: Wakare-gumo (わかれ雲)
- 1952: Asa no hamon (朝の波紋)
- 1953: Entotsu no mieru basho (煙突の見える場所)
- 1954: Ōsaka no yado (大阪の宿)
- 1955: Takekurabe (たけくらべ)
- 1956: Aru yo futatabi (或る夜ふたたび)
- 1956: Kiiroi karasu (黄色いからす)
- 1957: Elegie (晩歌, Banka)
- 1958: Hotarubi (螢火)
- 1958: Yoku (欲)
- 1959: Karatachi nikki (からたち日記)
- 1960: Shiroi kiba (白い牙)
- 1961: Ryōjū (猟銃)
- 1961: Aijō no keifu (愛情の系譜)
- 1962: Kaachan kekkon shiroyo (かあちゃん結婚しろよ)
- 1964: Hyakuman-nin no musumetachi (100万人の娘たち)
- 1965: Osorezan no onna (恐山の女)
- 1967: Utage (宴)
- 1968: Onna to misoshiro (女と味噌汁)
- 1968: Meiji haru aki